# Sentier de grande randonnée 364
Le sentier de grande randonnée 364 (GR 364) part du GR 48 entre La Roche-Posay et Pleumartin dans la Vienne et rejoint l'océan Atlantique en Vendée.
Dans la Vienne
- La Roche-Posay
- Pleumartin
- Archigny
- Bellefonds
- La Chapelle-Moulière
- Saint-Georges-lès-Baillargeaux
- Chasseneuil-du-Poitou
- Buxerolles
- Poitiers
- Ligugé
- Iteuil
- Vivonne
- Celle-Lévescault
- Lusignan
- Jazeneuil
- Vasles
- Sanxay

Dans les Deux-Sèvres
- Ménigoute
- Fomperron
- Clavé
- Mazières-en-Gâtine
- Saint-Pardoux-Soutiers
- Parthenay
- Azay-sur-Thouet
- Secondigny
- L'Absie
- Saint-Paul-en-Gâtine

Dans la Vendée
- Vouvant
- Chantonnay
- Bournezeau
- Château-Guibert
- Rives de l'Yon
- La Roche-sur-Yon
- Venansault
- Landeronde
- Beaulieu-sous-la-Roche
- Martinet
- La Chapelle-Hermier
- Landevieille
- Bretignolles-sur-Mer
- Brem-sur-Mer
- Vairé
- Les Sables d'Olonne